# Mean Streak (videogioco)
Mean Streak è un videogioco di corse e combattimenti in motocicletta pubblicato nel 1987 per Commodore 64 e ZX Spectrum dalla Mirrorsoft. È ambientato in un futuro in cui la popolazione, rammollita, viaggia solo tramite teletrasporto, mentre un gruppo di ribelli organizza delle corse mortali con moto pesantemente armate sull'autostrada M25, ora abbandonata e detta Battletrack.

## Modalità di gioco
La pista è un costante rettilineo privo di paesaggio, mostrato con visuale isometrica e scorrimento in diagonale verso l'alto a destra.
La velocità di scorrimento non varia, ma la moto del giocatore può spostarsi più avanti o più indietro rispetto allo schermo, e fare piccoli salti. Come armamenti si dispone di mitragliatrici che sparano in avanti con munizioni illimitate, razzi limitati sparabili in avanti, e olio limitato che può essere scaricato dietro.
La strada, in stato di abbandono, è piena di ostacoli da evitare: muri e buche letali, chiazze d'olio o acqua che fanno sbandare, e molti detriti e fessure più piccoli che rovinano le gomme in modo graduale. Occasionalmente si può salire su rampe. Lungo il percorso ci sono ricariche delle armi e del carburante da raccogliere. Un radar nella parte bassa dello schermo mostra le posizioni dei vari elementi.
Si incontrano continuamente moto avversarie, che possono avere le stesse capacità del giocatore tranne i razzi. Giocatore e avversari possono distruggersi a vicenda con le armi o urtandosi e spingendosi contro gli ostacoli o le pareti laterali. Anche i muri si possono eliminare sparando razzi. Si può perdere una vita venendo colpiti ripetutamente dai nemici, finendo contro ostacoli letali, esaurendo il carburante o la salute delle gomme o il tempo a disposizione per arrivare al traguardo. Colpire i nemici fa vincere un po' di tempo bonus.
Ci sono 5 livelli poco variabili tra loro, a parte l'aumento di ostacoli, di nemici e della loro intelligenza. Su ZX Spectrum la visuale sulla pista è monocromatica e cambia il colore di fondo.
Solo su Commodore 64 è disponibile anche la modalità a due giocatori in competizione simultanea. In questo caso non ci sono altri avversari controllati dal computer né limite di tempo e l'obiettivo diventa eliminare l'altro giocatore.